# Centro (municipi)
Centro és un municipi de l'estat de Tabasco. Villahermosa és el cap de municipi i principal centre de població d'aquesta municipalitat. Aquest municipi és a la part sud de l'estat de Tabasco. Limita al nord amb Centla, al sud amb Huimanguillo, a l'oest amb l'Comalcalco i a l'est amb Macuspana.